# Arme Thea
Arme Thea ist ein deutsches Stummfilmmelodram aus dem Jahre 1919 von Carl Froelich und Lotte Neumann in der Titelrolle.

## Handlung
Georg Textor, Typ Herrenreiter und Sohn eines wohlhabenden Kaufmanns, verlobt sich mit Thea von Hoffäcker, Tochter eines Kämmerers. Als sich eines Tages Georg bei einem Wettrennen verzockt und auch der Schwiegervater in spe im wahrsten Sinne des Wortes auf das falsche Pferd, nämlich den Gaul Textors, setzt, ist die Not groß. Hoffäcker ist plötzlich sehr klamm und will sich von seinem Freund Raschdorf 50.000 Mark leihen. Raschdorfs zugesagte Geldsumme kommt nicht schnell genug bei dem Kämmerer, dem die Gläubiger bereits im Nacken sitzen, an, und so stellt Hoffäcker auf gut Glück, in der Hoffnung, dass die 50.000 Mark gleich eintrudeln werden, einen von Raschdorf abgesicherten Wechsel aus. Doch Raschdorf wird niemals dazu kommen, die Garantie für den Wechsel bestätigen zu können, denn als er seinen Club verlässt, fällt er infolge eines Schlaganfalls tot um. Damit ist nicht nur Raschdorfs Wechsel, sondern mit ihm gleich auch Hoffäcker geplatzt. Seine adelige Verwandtschaft rät ihm das zu tun, was an in solchen Kreisen in einem solchen Fall zu tun pflegt: sich die Kugel zu geben. Doch er verweigert sich dieser „Lösung“ und verbüßt stattdessen eine einjährige Strafe wegen Wechselfälschung im Gefängnis. Der armen Thea, die nicht wissen soll, was alles auf ihren Vater eingestürzt ist, erzählt man die Mär einer geheimen diplomatischen Mission nach Fernost, die ihr Vater angetreten haben soll. 
Ein Jahr ist vergangen, und Hoffäcker ist wieder auf freien Fuß. Bei seinem einstigen Buchmacher Heinlein findet der Entlassene nun ein wenig Arbeit in der Redaktion eines Rennbahn-Käseblättchens namens „Turflaterne“. Über eine verlässliche Quelle erfährt Thea, dass ihr Vater von seiner „diplomatischen Mission“ wieder nach Berlin heimgekehrt sein soll. Sofort besucht sie ihn in seinem neuen, bescheidenen Domizil. Doch ihr alter Herr erscheint Thea nach dem Jahr Knastaufenthalt nur noch wie ein Schatten seiner selbst. Nichts mehr ist geblieben von dem stolzen Vertreter der gehobenen Beamtenkaste. Thea kann sich den äußeren Verfall ihres Vaters nicht erklären und bekommt von ihm auch keine Antwort darauf. Auch der Dauerverlobte Georg weiß nicht mehr, ist er doch gerade erst von einer Reise aus in Mexiko heimgekehrt, wo er – vergeblich – Rettungsmaßnahmen für das in Schieflage geratene Familienunternehmen einzuleiten versuchte. Auch Textor nun pleite, und wie der Zufall es will, landet auch er bei Heinlein und dessen „Turflaterne“. Georg trifft auf seinen Schwiegervater in spe, erfährt von Hoffäckers Abstieg und macht diesem klar, dass er unter diesen Umständen nicht gedenke, die Tochter eines Wechselbetrügers ehelichen zu wollen. Georg bereut jedoch rasch seine harten Worte vom Vortag und will zu Thea und ihrem Vater, um sich zu entschuldigen. Doch dieser ist nun endgültig dem „Ratschlag“ der blaublütigen Sippe gefolgt und hat sich in der vorangegangenen Nacht erschossen. Die Schuld ist getilgt, und Georg bittet nun Thea, mit ihm eine gemeinsame Zukunft aufzubauen.

## Produktionsnotizen
Arme Thea besaß sechs Akte und war im Original 2377 Meter, nach minimalen Kürzungen bei der Neuzensur 1921 2345 Meter lang. Der Film passierte im August 1919 die Filmzensur und erhielt ein Jugendverbot. Die Uraufführung fand im August 1919 in Berlins Kammerlichtspielen statt.
Die Bauten entwarf Hans Sohnle.

## Kritik
„Die feinsinnige Erzählungskunst des Autors hat ihren Schimmer auch dem Filmwerk verliehen. Im gemäßigten Tempo fließt auch die Filmhandlung … dahin. (…) Ein stilvoller Gesellschaftsroman mit ernstheiteren Szenen, die zum Schluß ins Tragische hinüber leiten. Lotte Neumann von bezwingender Anmut und Eleganz in der tragenden Hauptrolle hält auch die Führung der handelnden Personen zusammen. (…) Ausstattung wie Photographie sind technisch wie künstlerisch einwandfrei und heben dementsprechend den Film auf ein künstlerisches Niveau.“